# Nicolaus Boie der Ältere
Nicolaus Boie der Ältere (* Ende des 15. Jahrhunderts in Wesselburen; † 6. Mai 1542 ebenda) war ein deutscher Reformator.

## Leben
Nicolaus Boie der Ältere wurde in Wesselburen geboren; das Geburtsjahr ist nicht bekannt. 1509 und 1517 kann nachgewiesen werden, dass er dem katholischen Glauben angehörte. Er wurde sowohl durch seinen Vetter Nicolaus Boie der Jüngere, der an der Universität Wittenberg studierte, als auch durch Martin Luther stark beeinflusst, und trat zum evangelischen Glauben über. Danach predigte er und erreichte, dass zunächst seine Mitbewohner und Freunde, später sämtliche Zuhörer übertraten. Schließlich wurde ihm vom Wesselburener Rat verboten zu predigen, doch warb er in Wesselburen weiter für die protestantische Konfession. Als er verfolgt wurde, versteckte er sich mehrere Tage in einem Brunnen. 1522 erklärte ihn der Offizial des Dompropstes der Stadt Hamburg deswegen zum Ketzer. Außerdem wurde er aus der Kirche ausgeschlossen (Anathema). Als Begründung nannte man, er habe die lutherische Sekte erstlich nach Dithmarschen gebracht und in den Häusern heimlich gepredigt. Doch von Tag zu Tag vermehrte sich die Anzahl der Evangelischen in Dithmarschen. Als im April 1529 in Flensburg die Flensburger Disputation mit Melchior Hofmann stattfand, nahm Boie teil. Auch er beteiligte sich an der dortigen Befragung Hofmanns. 1533, als die Reformation weitere Verbreitung fand, berief man drei Prediger zum Superintendenten, unter ihnen Boie, der am 6. Mai 1542 in seiner Heimatstadt verstarb.

## Werke
- O Godt, wy danken dyner gyde
- Gratias nach der maltidt